# 17919 Лікандро
17919 Лікандро (17919 Licandro) — астероїд головного поясу, відкритий 9 квітня 1999 року.
Тіссеранів параметр щодо Юпітера — 3,591.